# Монетна реформа Костянтина I Великого
Монетна реформа Костянтина I Великого — комплекс заходів з реформування системи грошового обігу Римської імперії, які були здійснені під час правління імператора Костянтина I Великого в 309—324 роках. Вона була удосконаленням грошової реформи, проведеної в 296 році імператором Діоклетіаном .

## Передумови
Під час фінансової скрути римські імператори часто вдавалися до псування монет . Починаючи з правління імператора Нерона відбувається поступове і неухильне зменшення проби і ваги денарія — до кінця II століття вміст у ньому міді досяг 50 % при колишній загальній вазі. Це негативно позначалося на курсі денарія і підривало його купівельну спроможність на міжнародному ринку. Імператор Каракалла спробував знайти вихід з положення, випустивши в 214 році антонініан, який хоча і карбувався з такого ж поганого срібла, як і денарій, але важив значно більше — 5,3 грама. Однак це нововведення імператора не привело до очікуваного ефекту, вартість антонініан швидко впала  .
Погіршення срібла в денаріях і антонініанах призвело до того, що було порушено правильне відношення між вартістю золотих і срібних монет. Поступово з обігу зникли золоті ауреуси, оскільки вони перестали випускатися. В середині III століття денарії були повністю витіснені з обігу антонініанами, однак деградацію монет зупинити не вдалося. У другій половині III століття антонініан фактично перетворився в срібну монету з незначним вмістом срібла (2-4 %), причому іноді монету сріблили тільки зверху. В результаті антонініан повністю знецінився, його курс примусово встановлювався імперією .
Під час правління імператора Діоклетіана фінансове становище було катастрофічним: монети знецінилися, сталася натуралізація господарства, ціни на продукти зросли. Щоб виправити економічну ситуацію, Діоклетіан в 296 році провів монетну реформу, спробувавши повернути в обіг золоті і срібні монети. Однак фінансове становище це не виправило, оскільки реальна вартість золота, що містився в «Denarius commnis» («Загальний денарій», що став новою одиницею розрахунку, яку імператор прирівняв до 1/50000 лібри (римського фунта)), виявилася вищою за номінальну вартість самої монети. Крім того, виявилося, що порушено співвідношення вартості золотих і срібних монет. Це призвело до того, що золоті та срібні монети швидко зникали з обігу. Намагаючись це виправити, Діоклетіан видав едикт «De maximus pretiis» («Про максимальні ціни»), у якому встановлював ціни для всієї імперії і загрожував жорсткими покараннями за його порушення, але ситуації це не виправило. Положення особливо погіршилося за наступників Діоклетіана, які почали зменшувати вагу фоліс — монети в 20 денаріїв, в результаті загальний денарій швидко знецінився  .

## Суть реформи
У 312 році імператором частини Римської імперії став Костянтин I, в іншій же частині утвердився Ліциній . Якщо Ліциній продовжував карбувати золоті та срібні монети Діоклетіана, то Костянтин вирішив удосконалити попередню монетну реформу .
Реформа Костянтина врахувала недоліки реформи попередника. Близько 309 року в Трірі Костянтином була викарбувана нова золота монета — солід, яка мала вагу 1/72 римського фунта (4,55 грама). Пізніше з'явилися фракції соліда — семіс (1/2 соліда) і Трієнс (або треміс, 1/3 соліда). Солід був повністю золотим без домішок, що дозволило йому використовуватися в якості адекватного еквівалента натурального податку. Також був введений твердий курс срібла, для чого карбувалися міліарисій, спочатку рівний 1/1000 золотого фунта і номінально становив 1/72 фунта срібла, а також силіква (1/2 міліарисія). Крім того, робочі монетних дворів прикріплялися до своїх робочих місць, в результаті чого дана професія стала спадковою  .
У 314 році солід карбувався в керованій Костянтином частині імперії, а після того як він в 324 році об'єднав імперію, став карбувати у всій Римській імперії. Старі ауреуси вагою в 1/60 фунта були повністю витіснені солідом, а срібний Аргентеус вагою в 1/96 фунта практично повністю був витіснений селіквою і меліарисієм. Також в 324—340 роках карбувати скорочений фоліс з посрібленої бронзи вагою спочатку 3,24 грама, пізніше — 1,94 грама. У 340 році фолліс був замінений на центеоналіс вагою 5,15 грама. Також пізніше карбувалася монета, яка називається майориною («велика монета») в 1/60 соліди  .
Великим успіхом для Костянтина було те, що внаслідок завойовницьких походів Діоклетіана в IV столітті збільшився приплив дорогоцінних металів в імперію. Крім того, грошова політика Костянтина була тісно пов'язана з його релігійною політикою: в період між 331 і 336 роками масово проводилася конфіскація золотих, срібних і бронзових статуй з язичницьких храмів, які були оголошені імперською власністю. У двох імператорських комісарів по кожній провінції було завдання отримати статуї і розплавити їх для негайного карбування. Виняток склали кілька бронзових статуй, які використовувалися в якості громадських пам'ятників в Константинополі  .
| монета          | матеріал          | частки фунта | вага, </br> грами | номінал             |
| --------------- | ----------------- | ------------ | ----------------- | ------------------- |
| солід           | золото            | 1/72         | 4,55              | 1/72 золотого фунта |
| семіс           | золото            | 1/144        |                   | 1/2 соліди          |
| Трієнс (треміс) | золото            | 1/206        |                   | 1/3 соліди          |
| міліарисії      | срібло            | 1/1000       | 3,86              | 1/14 соліди         |
| сіліква         | срібло            | 1/1728       | 2,59              | 1/24 соліди         |
| фолліс          | посріблені бронза |              | 3,24 (1,94)       | 1/72 соліди         |
| центеоналіс     | посріблені бронза |              | 5,15              | 1/100 соліди        |
| майоріння       | посріблені бронза |              |                   | 1/60 соліди         |

Солиды Константина I Великого
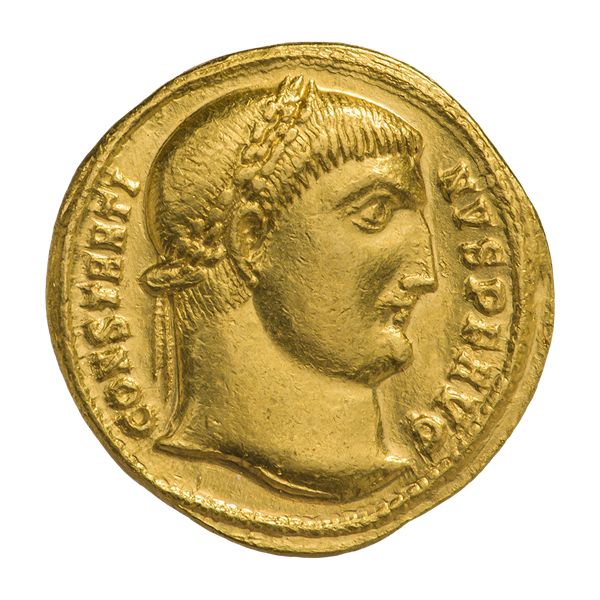
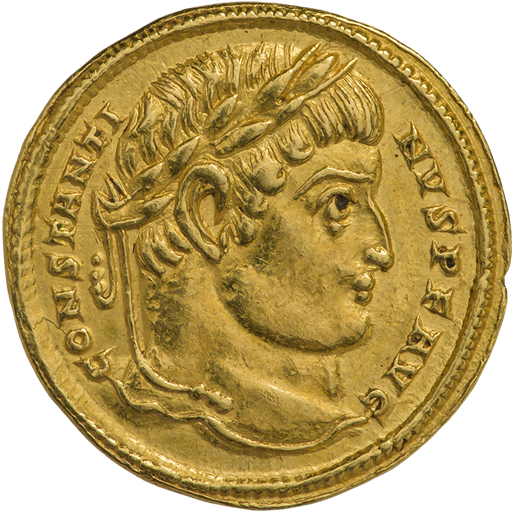
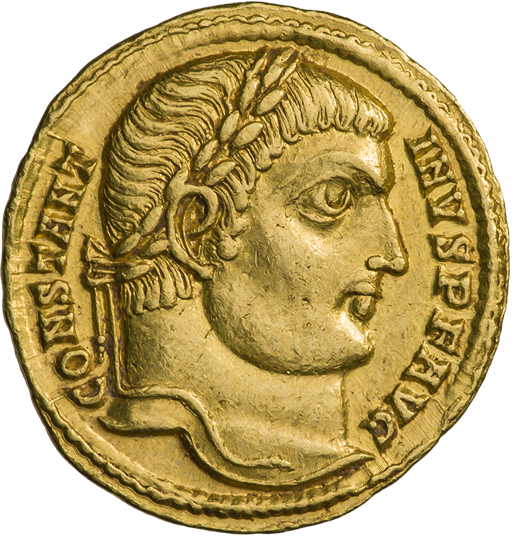
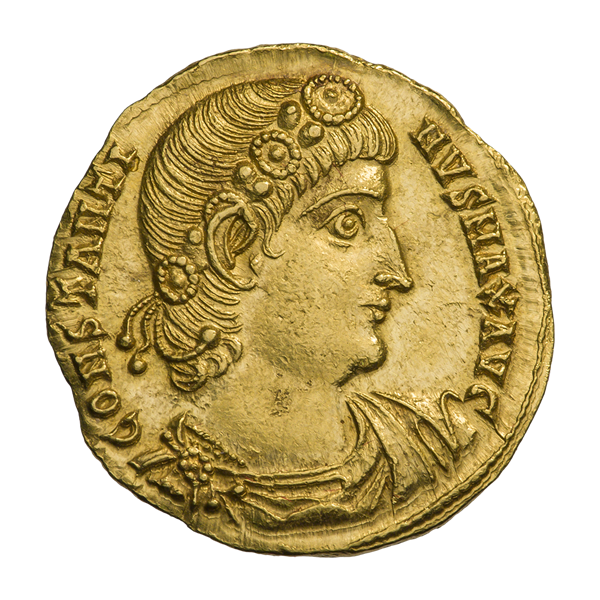
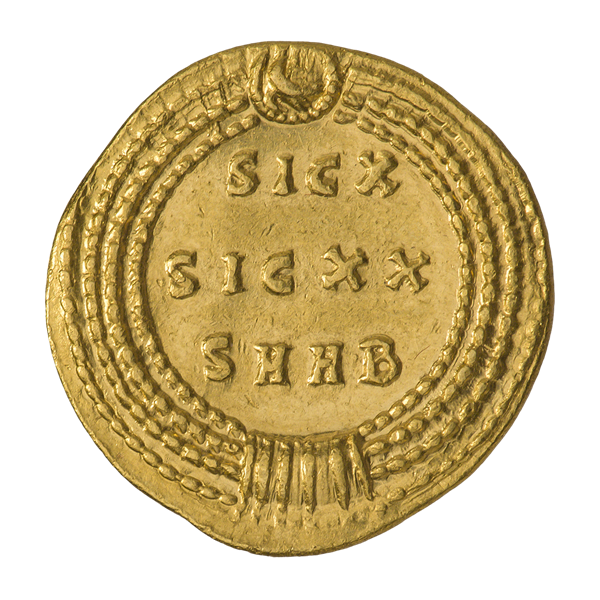
ок. 315—316 гг.
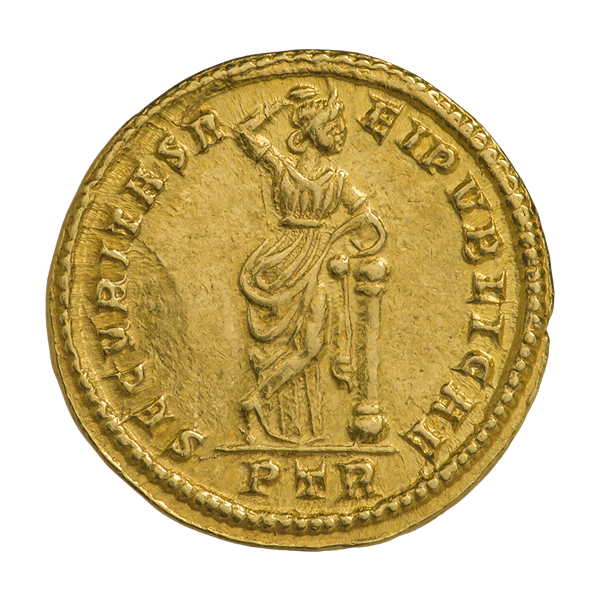
ок. 319—320 гг.
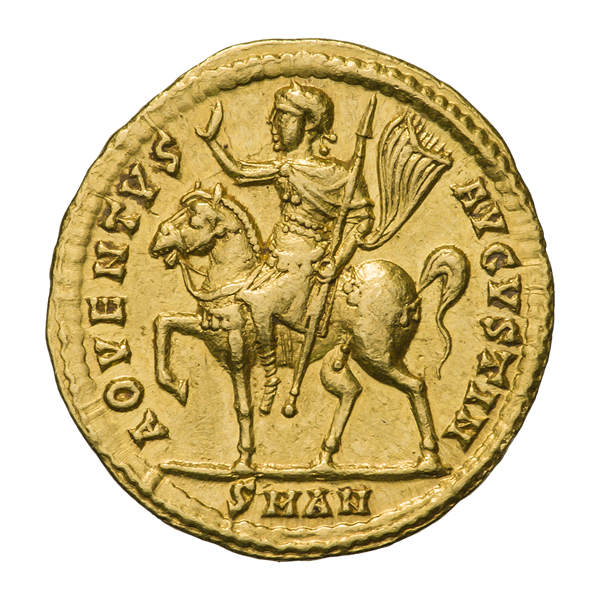
ок. 324—325 гг.
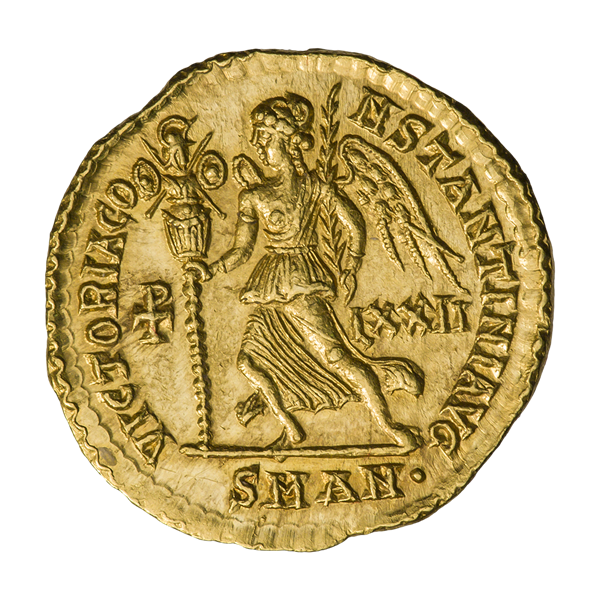
ок. 336—337 гг.

## Наслідки
Реформа Костянтина мала набагато реальніший характер, ніж реформа Діоклетіана. Солід залишався основною грошовою одиницею Римської імперії і зберігався до розпаду Візантії . Після смерті Костянтина його спадкоємці стали карбувати також новий фоліс, мав вагу 5,18 грама. Дана монета з перервами карбувалася до 395 року. Також пізніше меліарисій піднявся в ціні і став складати 1/12 соліди, але потім впав до 1/60 соліда  .
Грошова система, введена Костянтином, стала основою для подальших грошових систем .